# سیارک ۱۵۰۱۲۹
سیارک ۱۵۰۱۲۹ (به انگلیسی: 150129 Besshi، نامگذاری:1994VK7)۱۵۰۱۲۹مین سیارک کشف شده‌است که در ۰۸ نوامبر ۱۹۹۴ کشف شد.